# Andre Norton
Pour les articles homonymes, voir Norton.
Œuvres principales
- L'Arche du temps
- Le Cycle du Trillium

Andre Alice Norton, née Alice Mary Norton le 17 février 1912 à Cleveland aux États-Unis et décédée le 17 mars 2005  à Murfreesboro aux États-Unis d'une crise cardiaque, est une écrivaine américaine de fantasy et de science-fiction.

## Biographie
Alice Mary Norton est née dans l'Ohio en 1912, dans une famille portée sur la littérature qui consacrait chaque semaine un peu de temps pour une visite à la bibliothèque publique de la ville. Avant même d'apprendre à lire, elle écoute sa mère lui raconter des contes, en particulier celui du magicien d'Oz.
Elle commence à écrire à l'école, sous la gouverne de sa professeur qui est également éditrice du journal de l'école dans lequel elle publiera plusieurs nouvelles.
En 1930, à la fin de ses études primaires, elle entre à l'université Case Western Reserve pour suivre des cours d'histoire (elle se destine à une carrière de professeur d'histoire) pendant une année. Par la suite, elle trouve du travail en 1932 à la bibliothèque locale de Cleveland tout en suivant des cours du soir de journalisme. Elle reste à ce poste de bibliothécaire pendant 18 ans. Pendant la plus grande partie de ses dix-huit ans de travail, elle est assistante à la section enfant de la bibliothèque de Cleveland. Malgré sa grande connaissance du monde littéraire, elle ne peut prétendre à un meilleur poste de par son manque de diplôme.
Elle écrit son premier roman Ralestone Luck en 1932 (il ne sera publié qu'en 1938) et le second, The Prince Commands en 1934. Dans ses premiers contacts dans l'édition, elle est confrontée, comme beaucoup de ses collègues femmes, à un monde pratiquement uniquement masculin. Elle décide alors, sur les conseils d'un éditeur, de prendre un pseudonyme d'homme et change officiellement son nom en 1934 pour Andre Alice Norton. À cette période, elle désire écrire pour des adolescents et pense que son nom masculin va lui permettre d'améliorer son marketing.
En 1941, elle achète et gère une librairie dans le Maryland pour une courte période. Malheureusement, son entreprise est rapidement mise en faillite. Par la suite, elle travaille pour la bibliothèque du Congrès, principalement pour un projet concernant la citoyenneté des étrangers. Ce projet sera annulé au début de la Seconde Guerre mondiale.

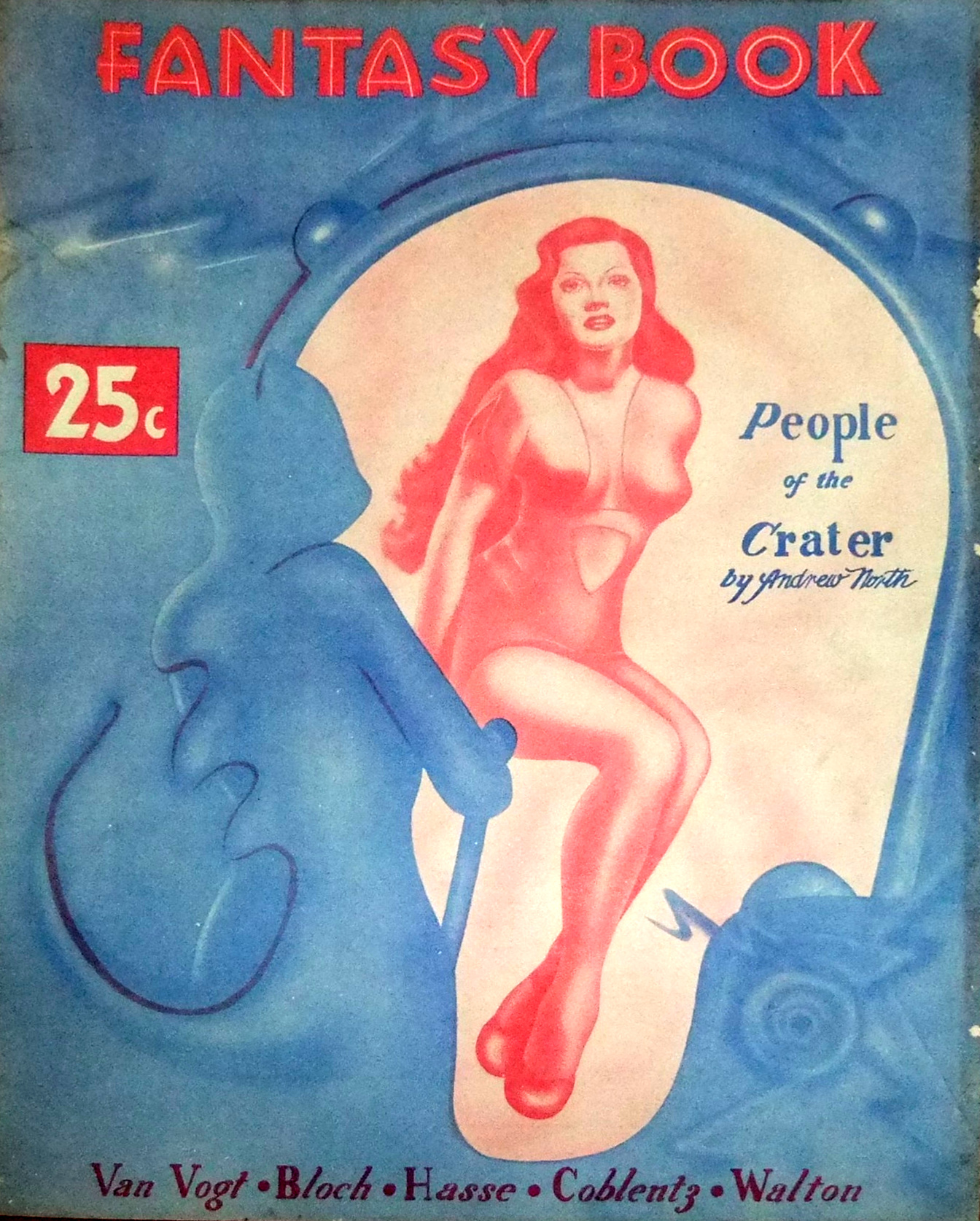
Publication sous le pseudonyme dAndrew North

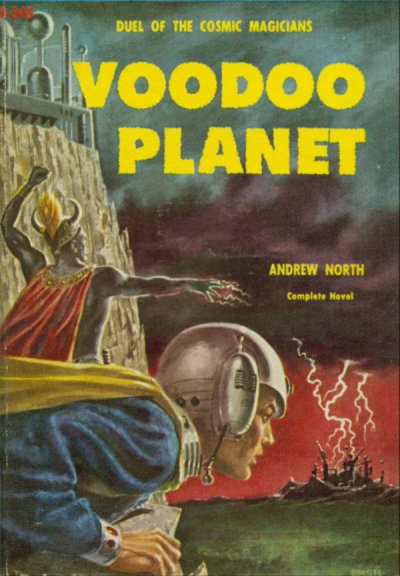
Autre publication sous le pseudonyme dAndrew North

En 1950, elle trouve un travail de lecteur pour Martin Greenberg (en) qu'elle assume pendant huit ans. Star Man's Son publié en 1952 est son premier roman de science-fiction. Jusqu'alors, elle avait surtout été une romancière écrivant des romans historiques et des récits d'aventure pour la jeunesse.
Vers 1958, elle se consacre totalement à l'écriture. À cette période, elle a déjà publié vingt-trois romans et, dans les vingt années suivantes, en écrit pratiquement soixante-dix autres, sans compter des nouvelles et quelques anthologies. Sa série la plus connue (Les aventuriers du monde magique - Witch World), commencée comme une simple nouvelle, est composée de plus de trente romans dont cinq seulement sont traduits en français. Elle a également publié certains romans sous les noms de Andrew North et Allen Weston.
En 1983, elle reçoit le prix Damon-Knight Memorial Grand Master de la Science Fiction and Fantasy Writers of America pour récompense de son œuvre. Pendant sa longue carrière, elle a collaboré et influencé de nombreux collègues tels que Julian May, Marion Zimmer Bradley, Mercedes Lackey ou Sherwood Smith.
En novembre 1966, à la suite de problèmes médicaux, elle déménage en Floride où elle habite jusqu'en 1997 pour le Tennessee ou elle ouvre, en 1999 un lieu de retraite et de recherche pour écrivains qui fermera en 2004. 
Son dernier roman complet, Three Hands for Scorpio a été publié à titre posthume, quelques mois après son décès en 2005.
À l'annonce de sa mort, la Science Fiction and Fantasy Writers of America a officialisé la création d'un prix littéraire portant son nom, le prix Andre-Norton, récompensant des romans pour jeunes adultes. Il est attribué depuis 2005.

## Œuvres
(liste non exhaustive)

### Séries
- Série Les Aventuriers du monde magique (Witch World)
  - L'Arche du temps (Witch World, 1963)
  - La vallée dans l'ombre (Web of the Witch World, 1964)
  - L'année de la licorne (Year of the Unicorn, 1965)
  - Les montagnes de l'oubli (Three Against the Witch World, 1965)
  - Kemoc le prodigieux (Warlock of the Witch World, 1967)
  - Sorceress of the Witch World (1968)
  - The Crystal Gryphon (1972)
  - Spell of the Witch World (1972)
  - The Jargoon Pard (1974)
  - Trey of Swords (1977)
  - Zarsthor's Bane (1978)
  - Lore of the Witch World (1980)
  - Gryphon in Glory (1981)
  - Horn Crown (1981)
  -  ’Ware Hawk (1983)
  - Gryphon's Eyrie (1984) avec Ann C. Crispin
  - The Gate of the Cat (1987)
  - Storms of Victory (1991) avec Pauline Griffin
  - Songsmith (1992) avec A. C. Crispin
  - Flight of Vengeance (1992) avec P. M. Griffin et Mary Schaub
  - On Wings of Magic (1993) avec Patricia Matthews et Sasha Miller (en)
  - The Gates to Witch World (2001)

- Série Astra
  - The Stars Are Ours! (1954)
  - Star Born (1957)

- Série Blake Walker
  - Quest Crosstime (également publié sous le nom Crosstime Agent, 1965)
  - The Crossroads of Time (1956)

- Série Central Control
  - Star Rangers (également publié sous le nom The Last Planet, 1953)
  - Star Guard (1955)

- Série Le cycle du Trillium
  - Les trois amazones (Black Trillium, 1990) avec Julian May et Marion Zimmer Bradley
  - Le Trillium d'or (Golden Trillium, 1993) avec Marion Zimmer Bradley

- Série Beast Master / Hosteen Storm
  - The Beast Master (1959)
  - Lord of Thunder (1962)
  - Beast Master's Ark (2002), avec Lyn McConchie
  - Beast Master's Circus (2004), avec Lyn McConchie
  - Beast Master's Quest (2006), avec Lyn McConchie

### Romans

#### en anglais
- Ralestone Luck (1938)
- Daybreak - 2250 A.D. (1954)
- Star Man's Son (1952)
- Les naufrageurs de l'espace (Sargasso of space, 1955) publié sous le nom de Andrew North paru en France chez Ditis en 1960
- Fusée en quarantaine (Plague ship, 1956) publié sous le nom de Andrew North paru en France chez Ditis en 1960
- Sea Siege (1957)
- Star Gate (1958)
- Secret of the Lost Race (1959)
- The Sioux Spaceman (1960)
- Star Hunter (1961)
- Eye of the Monster (1962)
- Huon of the Horn (1963)
- Night of Masks (1964)
- The X Factor (1965)
- Operation Time Search (1967)
- Dark Piper (1968)
- Ice Crown (1970)
- Dread Companion (1970)
- Here Abide Monsters (1973)
- Garan the Eternal (1973)
- La planète des ours (Iron cage, 1974)
- Le miroir de Merlin (Merlin's mirror, 1975)
- Le fardeau des Yurths (Yurth burden, 1978) - Galaxie-bis nos 71, 1981
- Quag Keep (1978)
- Three Hands for Scorpio (2005)

#### en français
- L'héritage du Dr Jekyll (1992, éd. J'ai lu) en collaboration avec Robert Bloch
- Opération Atlantis (1967, Operation Time Search), chez Albin Michel, Super-fiction no 44, 1980.

### Anthologies
- Space Service (1953)
- Space Pioneers (1954)
- Space Police (1956)
- Gates to Tomorrow (1973) avec Ernestine Donaldy
- Wizard Fantastic (2004) avec Martin Greenberg (en)